# Сіліштя (Нямц)
Сіліштя (рум. Siliștea) — село у повіті Нямц в Румунії. Входить до складу комуни Роминь.
Село розташоване на відстані 264 км на північ від Бухареста, 29 км на південний схід від П'ятра-Нямца, 80 км на південний захід від Ясс.

## Населення
За даними перепису населення 2002 року у селі проживала 2441 особа, усі — румуни. Усі жителі села рідною мовою назвали румунську.